# Robert Delannoy
Pour les articles homonymes, voir Delannoy.
Robert Delannoy (né à Roubaix le 2 septembre 1890 et mort dans la même ville le 24 décembre 1979) est un as français de la Première Guerre mondiale, crédité de six victoires homologuées.

## Biographie

### Jeunesse
Robert Joseph Delannoy naît le 2 septembre 1890 à Roubaix, au sein d'une famille aisée d'industriels. Il grandit donc dans un environnement privilégié avant de débuter sa vie professionnelle dans l'entreprise de son père.
Delannoy est appelé le 2 octobre 1911 pour effectuer son service militaire dans le 21e régiment de dragons, basé à Saint-Omer. Sa bonne conduite lors de son service lui vaut le grade de maréchal des logis le 15 septembre 1912. Robert Delannoy est finalement libéré en novembre 1913, avec onze mois d'avance, puisqu'il était théoriquement concerné par la loi des Trois ans (qui aurait dû rallonger son service d'une année).
Le retour a la vie civile ne dure cependant pas longtemps puisque Delannoy est rappelé dans l'armée neuf mois plus tard lors du déclenchement de la Première Guerre mondiale.

### Première Guerre mondiale
Robert ne réintègre pas son régiment de cavalerie mais rejoint plutôt le 1er régiment d'artillerie qui combat en Lorraine, puis reste stationné en face du saillant de Saint-Mihiel en 1915. Le 1er novembre 1915, Delannoy est affecté au 101e régiment d'artillerie lourde, puis au 107e deux semaines plus tard, en Champagne. C'est à cette époque qu'il découvre l'aviation, peut-être en tant que passager de l'escadron d'observation de son régiment d'artillerie. Toujours est-il que Robert se porte volontaire pour intégrer l'Aéronautique Militaire et est accepté le 16 février 1916, juste avant la bataille de Verdun.
Il est affecté au 1er groupe d'aviation, basé à Dijon, le 29 mars 1916. C'est là qu'il reçoit sa formation de base avant d'entrer à l'école de pilotage de Tours en avril. Il en sort le 18 juin avec son brevet de pilote militaire. Il se rend ensuite à l'école d'Avord le 21 juillet, puis effectue un stage à l'école de tir de Cazaux à partir du 18 septembre, avant de terminer sa formation à l'école de voltige de Pau le 29 septembre 1916.

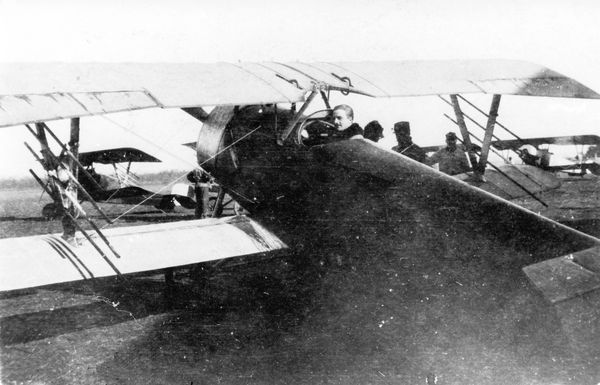
Robert Delannoy dans un Nieuport équipé de fusées Le Prieur.

Au terme de cette formation, Robert Delannoy est affecté à l'escadrille N.80 (en) le 13 décembre 1916. L'escadrille est une unité de chasse fraîchement créée, basée à Lyon-Bron et équipée de Nieuport 17. La N.80 gagne le front sur l'aérodrome de Lhéry, dans la Marne, le 8 janvier 1917, et Robert Delannoy effectue sa rapidement première sortie comme coéquipier du sous-lieutenant Hay de Slade, officier de métier fraîchement diplômé de l'école de pilotage et qui deviendra un as. Les deux pilotes reçoivent pour mission d'escorter vers le front un avion d'observation Farman dont ils ont rencontré l'observateur (un officier d'artillerie), afin de planifier les détails. Au-dessus de Fismes, les trois appareils français sont pris pour cible par sept Allemands. Si Delannoy et Hay de Slade réussissent à sortir indemnes du combat, il n'en va pas de même pour le Farman, qui est abattu.
L'escadrille 80 est intégrée peu de temps après au groupe de combat no 14, qui comprend les escadrilles N.75, N.83 et N.86, et reçoit ses premiers chasseurs SPAD. En raison de ce changement d'équipement, l'unité devient l'escadrille SPA.80 avant d'être engagée dans la  bataille du Chemin des Dames. Dans la matinée du 5 mai 1917, Robert Delannoy remporte sa première victoire en abattant un avion allemand au-dessus de Juvincourt. Le 17 juin, il abat un biplace dans les environs de Guignicourt, ce qui lui vaut d'être cité à l'ordre de l'armée le 19. Ce même jour, Delannoy remporte sa troisième victoire en abattant autre biplace allemand. L'escadrille 80 passe ensuite à Souilly, dans le secteur de Verdun. Le 21 août, Robert Delannoy abat un appareil allemand au-dessus de Montfaucon, mais se voit refuser son homologation, malgré le témoignage favorable de la 49e section d'auto-canons.
Après un retour dans l'Aisne, Delannoy est promu sous-lieutenant à titre provisoire le 5 novembre 1917. Il remporte sa quatrième victoire homologuée le 15 décembre en collaboration avec trois autres pilotes qui abattent un biplace au sud de Nauroy. L'appareil de Delannoy ne s'en sort cependant pas indemne : son hélice est brisée par les débris de l'avion allemand qu'il a abattu à très courte distance. Son moteur ayant calé, Delannoy s'engage dans une vrille l'amenant de 4 000 à 300 m du sol tout en évitant les projections d'huile et d'eau bouillantes de son moteur endommagé avant de réussir à se poser en douceur dans une clairière près de Septvaux. Ce succès lui vaut la Légion d'honneur en janvier 1918.
Après cela, l'escadrille SPA.80 passera successivement par les secteurs de la Somme (avril 1918), des Flandres (en mai) et de l'Oise (en juin). C'est dans ce dernier secteur que Delannoy remporte deux victoires le 20 août 1918 sur deux biplaces allemands de la même patrouille. Ce sont ses cinquième et sixième victoires homologuées, ce qui fait officiellement de lui un as. Ce seront aussi ses dernières victoires de la guerre. L'escadrille 80 est dissoute le 12 février 1919 et Robert Delannoy est rendu à la vie civile avec le grade définitif de sous-lieutenant en août.

### Après-guerre
Une fois de retour dans son département natal du Nord, Robert Delannoy épouse Pauline Mathon le 20 janvier 1920 à Roubaix. Le couple aura quatre enfants. Parallèlement à son activité de négociant en charbon, Robert garde une proximité avec le milieu militaire, puisqu'il effectue régulièrement des périodes d'instruction lors desquelles il est systématiquement bien noté par ses supérieurs. Il est donc promu au grade de lieutenant le 3 mars 1923, puis de capitaine le 25 décembre 1933 et reçoit la croix d'officier de la Légion d'honneur le 1er janvier 1936.
Peu avant la Seconde Guerre mondiale, il s'entraîne à Lille sur Mureaux 115, des biplaces d'observation. Il apparaît alors que ses qualités de pilote sont intactes, et il est classé en catégorie « A » (apte à l'aviation de chasse). Robert Delannoy est mobilisé le 25 août 1939 à l'âge de 49 ans. Cependant, il n'est pas affecté à une unité de combat mais au 3e bureau de la 7e armée. À cette fonction également, ses qualités d'officier sont louées par son supérieur. Au cours de la campagne de France, Delannoy effectue plus de 17 h de vol, principalement pour des missions de liaison. Après la défaite de la France, il est démobilisé le 10 août 1940 à Limoges (il sera radié définitivement de la réserve de l'armée trois ans plus tard). Durant la guerre, Robert Delannoy reste chez lui, à Roubaix, sans prendre aucune part à la résistance ou à la collaboration. Il meurt dans sa ville natale le 24 décembre 1979.